# Jaime Puig y Verdaguer
Jaime Puig y Verdaguer (Vilassar de Mar, 1852-Panamá, 1915) fue un comerciante y escritor español.

## Biografía
Nació en 1852 en la localidad barcelonesa de Vilasar y su nombre completo habría sido «Jaime Lorenzo Jacinto Puig Verdaguer». Estudió en Mataró, puede que en el Colegio Valdemia. Interrumpidos sus estudios por la prematura muerte de su padre, se dedicó a viajar y se desplazó por la República Argentina y las Antillas. Trabajó establecido en Buenos Aires y en Montevideo y pasó a Chile. Estuvo en Iquique durante el bloqueo por la escuadra chilena. A los veintiocho años de edad regresó a España. Ya en la península ibérica se le trató de elegir diputado, si bien él no habría aceptado el ofrecimiento. Trabajó durante años ocupando un alto cargo en una casa de banca de Barcelona y regresó a América. En la década de 1880 se había establecido en Guayaquil, ciudad de Ecuador, país al que estuvo muy vinculado. En 1902 un incendio le sumió en la miseria, si bien se recuperó económicamente.
Durante la guerra de Cuba defendió los intereses de España sosteniendo campañas periodísticas contra los independentistas, lo que le valió las cruces de Isabel la Católica y de Carlos III. También obtuvo, por mediación del marqués de Polavieja, el diploma de gratitud de la Cruz Roja Española. Miembro de numerosas sociedades científicas y literarias, fue delegado al Congreso de Huelva y al Hispanoamericano de Madrid.
Como historiador y literato dejó escritas varias obras, entre ellas el Bloqueo de Iquique y Crítica sintética. Era aficionado a la pintura y entre sus cuadros puede mencionarse uno que representaba la goleta Alcance saliendo de Guayaquil para avisar a la escuadra de Lord Cockrane de la proclamación de la independencia de Ecuador. Falleció el día 30 de abril de 1915 en Panamá.